# Peter Feigl
Pour les articles homonymes, voir Feigl.
 Peter Feigl, né le 30 novembre 1951 à Vienne, est un ancien joueur autrichien de tennis.
Il a remporté trois tournois ATP en simple et un en double. Il a atteint son meilleur classement, une 40e place, en 1979, après avoir remporté le tournoi Challenger de Linz et le tournoi du Caire.
Il atteint en 1978 les quarts de finale de l'Open d'Australie après avoir écarté Ken Rosewall, 43 ans, qui disputait le dernier Grand Chelem de sa carrière. En 1984, il bat Vitas Gerulaitis, 16e mondial, au deuxième tour du tournoi de Vienne.

## Palmarès

### Titres en simple messieurs
| No | Date       | Nom et lieu du tournoi            | Catégorie | Dotation | Surface      | Finaliste      | Score         |  |
| -- | ---------- | --------------------------------- | --------- | -------- | ------------ | -------------- | ------------- |  |
| 1  | 21-08-1978 | International Open, Cleveland     |           | 50 000 $ | Dur (ext.)   | Van Winitsky   | 4-6, 6-3, 6-3 |  |
| 2  | 09-04-1979 | Egyptian Open, Le Caire           |           | 75 000 $ | Terre (ext.) | Carlos Kirmayr | 7-5, 3-6, 6-1 |  |
| 3  | 25-02-1980 | Tournoi de tennis de Lagos, Lagos |           | 50 000 $ | Terre (ext.) | Harry Fritz    | 6-2, 6-3, 6-2 |  |

### Finales en simple messieurs
| No | Date       | Nom et lieu du tournoi                | Catégorie | Dotation | Surface      | Vainqueur    | Score                   |  |
| -- | ---------- | ------------------------------------- | --------- | -------- | ------------ | ------------ | ----------------------- |  |
| 1  | 20-11-1978 | Tournoi de tennis de Manille, Manille |           | 75 000 $ | Terre (ext.) | Yannick Noah | 7-6, 6-0                |  |
| 2  | 01-01-1979 | New Zealand Open, Auckland            |           | 50 000 $ | Dur (ext.)   | Tim Wilkison | 6-3, 4-6, 6-4, 2-6, 6-2 |  |
| 3  | 26-02-1979 | Tournoi de tennis de Lagos, Lagos     |           | 50 000 $ | Terre (ext.) | Hans Kary    | 6-4, 3-6, 6-2           |  |

### Titre en double messieurs
| No | Date       | Nom et lieu du tournoi          | Catégorie | Dotation | Surface    | Partenaire  | Finalistes              | Score    |  |
| -- | ---------- | ------------------------------- | --------- | -------- | ---------- | ----------- | ----------------------- | -------- |  |
| 1  | 31-12-1979 | Benson and Hedges Open Auckland |           | 50 000 $ | Dur (ext.) | Rod Frawley | John Sadri Tim Wilkison | 6-2, 7-5 |  |

### Finales en double messieurs
| No | Date       | Nom et lieu du tournoi                 | Catégorie | Dotation | Surface      | Vainqueurs                        | Partenaire       | Score         |  |
| -- | ---------- | -------------------------------------- | --------- | -------- | ------------ | --------------------------------- | ---------------- | ------------- |  |
| 1  | 26-02-1979 | Tournoi de tennis de Lagos Lagos       |           | 50 000 $ | Terre (ext.) | Joel Bailey Bruce Kleege          | Ismail El Shafei | 6-4, 6-7, 6-3 |  |
| 2  | 10-10-1983 | Tournoi de tennis de Tel Aviv Tel Aviv |           | 75 000 $ | Dur (ext.)   | Colin Dowdeswell Zoltán Kuhárszky | Peter Elter      | 6-4, 7-5      |  |